# Sibelis Veranes
Sibelis Veranes Morell (Santiago de Cuba, 5 februari 1974) is een voormalig judoka uit Cuba, die haar vaderland vertegenwoordigde bij de Olympische Spelen in 2000 (Sydney). Daar versloeg ze op woensdag 20 september in de finale de Britse Kate Howey na een vroege waza-ari. Veranes is zesvoudig nationaal kampioene en won vijfmaal de gouden medaille bij de Pan-Amerikaanse kampioenschappen.

## Erelijst

### Olympische Spelen
- – 2000 Sydney, Australië (– 70 kg)

### Wereldkampioenschappen
- – 1999 Birmingham, Verenigd Koninkrijk (– 70 kg)

### Pan-Amerikaanse Spelen
- – 1999 Winnipeg, Canada (– 70 kg)

1992: Odalis Revé ·
1996: Cho Min-sun ·
2000: Sibelis Veranes ·
2004: Masae Ueno ·
2008: Masae Ueno ·
2012: Lucie Décosse ·
2016: Haruka Tachimoto · 
2020: Chizuru Arai · 
2024: Barbara Matić